# Rajd Antibes
Rajd Antibes (Rallye Antibes Côte d’Azur) – organizowany od 1966 roku asfaltowy rajd samochodowy z bazą we francuskim mieście Antibes. Odbywa się on na asfaltowych trasach w rejonie Lazurowego Wybrzeża. Od 1980 roku stanowi on (z przerwami) eliminację mistrzostw Europy, a od 1992 do 2003 roku miał on najwyższy współczynnik 20. W swojej historii Rajd Antibes był też jedną z eliminacji mistrzostw Francji.

## Zwycięzcy
| Rok  | Kierowca             | Pilot                | Samochód                       |
| ---- | -------------------- | -------------------- | ------------------------------ |
| 1966 | Michel Buzzi         | P. Isoart            | Alfa Romeo GTZ                 |
| 1967 | Jean-Louis Barailler | Sibion               | Triumph GT6                    |
| 1968 | C. Henry             | C. Gros              | Renault Alpine 1300            |
| 1969 | Jean-Louis Barailler | Sibion               | Triumph GT6                    |
| 1970 | Jacques Henry        | "Ulcus"              | Renault Alpine 1600            |
| 1971 | Jean-Pierre Nicolas  | Rouff                | Renault Alpine A110            |
| 1972 | Bernard Darniche     | Alain Mahé           | Renault Alpine A110            |
| 1973 | M. Saliba            | Ryder                | Simca GC                       |
| 1974 | Jean-Pierre Nicolas  | Alain Mahé           | Renault Alpine A110            |
| 1975 | Jean-Pierre Nicolas  | Vincent Laverne      | Renault Alpine A110            |
| 1976 | Bernard Darniche     | Alain Mahé           | Lancia Stratos HF              |
| 1977 | Jean-Claude Andruet  | "Tilber"             | Fiat 131 Abarth                |
| 1978 | Bernard Darniche     | Alain Mahé           | Lancia Stratos HF              |
| 1979 | Bernard Béguin       | Jean-Jacques Lenne   | Porsche 911                    |
| 1980 | Bernard Béguin       | Jean-Jacques Lenne   | Porsche 911                    |
| 1981 | Francis Vincent      | Willy Huret          | Porsche 911                    |
| 1982 | Bernard Béguin       | Jean-Jacques Lenne   | Porsche 911                    |
| 1983 | Jean-Luc Thérier     | Michel Vial          | Renault 5 Turbo                |
| 1984 | Carlo Capone         | Sergio Cresto        | Lancia 037                     |
| 1985 | Andrea Zanussi       | Sergio Cresto        | Lancia 037                     |
| 1986 | Didier Auriol        | Bernard Occelli      | MG Metro 6R4                   |
| 1987 | Bernard Béguin       | Jean-Jacques Lenne   | BMW M3                         |
| 1988 | Bernard Béguin       | Jean-Jacques Lenne   | BMW M3                         |
| 1989 | François Chatriot    | Michel Périn         | BMW M3                         |
| 1990 | Pierre-César Baroni  | Philippe David       | Ford Sierra RS Cosworth        |
| 1991 | Bernard Béguin       | Jean-Marc Andrié     | Ford Sierra Cosworth 4x4       |
| 1992 | Pierre-César Baroni  | Philippe David       | Lancia Delta HF Integrale 16V  |
| 1993 | Pierre-César Baroni  | Denis Giraudet       | Lancia Delta HF Integrale 16V  |
| 1994 | Pierre-César Baroni  | Michel Bathelot      | Ford Escort RS Cosworth        |
| 1995 | Pierre-César Baroni  | Dominique Savignioni | Lancia Delta HF Integrale 16V  |
| 1996 | François Delecour    | Daniel Grataloup     | Peugeot 306 Maxi               |
| 1997 | Sylvain Polo         | Gilles Thimonier     | Renault Maxi Mégane            |
| 1998 | Philippe Bugalski    | Jean-Paul Chiaroni   | Citroën Xsara Kit Car          |
| 1999 | Philippe Bugalski    | Jean-Paul Chiaroni   | Citroën Xsara Kit Car          |
| 2000 | Serge Jordan         | Patrick Pivato       | Renault Maxi Mégane            |
| 2001 | Sébastien Loeb       | Daniel Élena         | Citroën Xsara Kit Car          |
| 2002 | Renato Travaglia     | Flavio Zanella       | Peugeot 206 WRC                |
| 2003 | Bruno Thiry          | Jean-Marc Fortin     | Peugeot 206 WRC                |
| 2004 | Simon Jean-Joseph    | Jack Boyère          | Renault Clio S1600             |
| 2005 | Cédric Robert        | Gérald Bedon         | Renault Clio S1600             |
| 2006 | Bryan Bouffier       | Xavier Panseri       | Peugeot 206 XS S1600           |
| 2007 | Renato Travaglia     | Simone Scattolin     | Fiat Abarth Grande Punto S2000 |
| 2008 | Nicolas Vouilloz     | Nicolas Klinger      | Peugeot 207 S2000              |
| 2009 | Giandomenico Basso   | Mitia Dotta          | Fiat Abarth Grande Punto S2000 |
| 2010 | Luca Betti           | Guido D’Amore        | Peugeot 207 S2000              |
| 2011 | Luca Rossetti        | Matteo Chiarcossi    | Fiat Abarth Grande Punto S2000 |